# Daniel F. Veber
Daniel Frank Veber (* 9. September 1939 in New Brunswick) ist ein US-amerikanischer Chemiker (Peptidchemie, pharmazeutische Chemie).
Veber studierte Chemie an der Yale University mit Bachelor-Abschluss 1961, Masterabschluss 1962 und Promotion in organischer Chemie 1964. Er war rund dreißig Jahre bei Merck & Co. in West Point (Pennsylvania) beschäftigt, wo er Senior Direktor für medizinische Chemie wurde. 1964 bis 1966 war er dort (damals Merck, Sharp & Dohme) Senior Chemist, danach bis 1972 Research Fellow, 1972 bis 1975 Senior Research Fellow, 1975 bis 1979 Associate Director und 1979 bis 1980 Direktor der Forschungslaboratorien von Merck, Sharp & Dohme. 1993 ging er zu GlaxoSmithKline (damals Smithkline Beecham) in King of Prussia als Direktor für medizinische Chemie, was er bis zu seinem Ruhestand 2002 blieb. Danach war er unabhängiger Berater für die Pharmaindustrie in Ambler (Pennsylvania).
Veber befasst sich mit chemischen und biologischen Eigenschaften von Enzymen und Peptidhormonen, Chemie von Heterocyclen, Konformationsanalyse, kombinatorischer Chemie und medizinischer Chemie, Protease-Inhibitoren, Peptiden und Peptidmimetika. Seine Arbeit über Enzymsynthesen fand Anwendung bei HIV-Medikamenten.
Er ist Fellow der American Association for the Advancement of Science. 1988 erhielt er den Award der Sektion Philadelphia der American Chemical Society, 1991 den R. Bruce Merrifield Award und 2001 den Ralph F. Hirschmann Award in Peptide Chemistry.
Er war Mitglied in den Herausgebergremien der Fachzeitschriften Journal of Medicinal Chemistry, Journal of Peptide Science und Molecular Pharmaceuticals. Von 1990 bis 2002 gehörte er dem Rat der American Peptide Society an.
Er ist seit 1959 verheiratet und hat zwei Söhne.